# Roef Ragas
Rudolphus Henricus Cornelis (in zijn jeugd Rufy, later Roef) Ragas (Harderwijk, 25 mei 1965 – Amsterdam, 30 augustus 2007) was een Nederlandse acteur. Hij was de oudere broer van Bastiaan en Jeroen.

## Levensloop
Van 1984 tot 1990 studeerde Ragas Nederlands aan de Universiteit van Amsterdam. Hij studeerde af op Het fenomeen "de tijd" in "De zondvloed" van Jeroen Brouwers. Vervolgens ging hij naar de Toneelschool Amsterdam, waar hij in 1994 afstudeerde.
Hij schreef en speelde twee theatermonologen in een onvoltooide trilogie getiteld Broertje dood bij Growing Up in Public, onder regie van Paul Feld, te weten De psychonaut (1997) over Ted Kaczynski, en Garon Presley (1995), over de doodgeboren tweelingbroer van Elvis Presley.
Hij was een van de oprichters van de Vereniging van Nieuwe Film- en Televisiemakers, NFTVM, heeft in het bestuur gezeten van de Nederlandse Beroepsvereniging van Film- en Televisiemakers, NBF, en van het Nederlands Film Festival. Vanaf maart 2008 zou hij te zien zijn in de toneelbewerking van Knielen op een bed violen. Vier uur voordat Ragas overleed had hij bij uitgeverij Atlas Contact het boek Datumloze dagen geschreven door Jeroen Brouwers opgehaald. Ragas zou dit boek als luisterboek inspreken en het boek later gebruiken als theater monoloog om er mee op te treden.
Ragas had sinds 1990 een relatie en was getrouwd met actrice Susan Visser. Samen hadden ze twee kinderen. Op 30 augustus 2007 vroeg Ragas waar de wc was toen hij aan het eten was in het restaurant Harkema in Amsterdam. Hij stond op, met een tandenstoker in zijn mond, en viel neer op de grond. Ragas overleed op 42-jarige leeftijd aan de gevolgen van een hartstilstand. Hij werd begraven op 6 september 2007 op de Amsterdamse begraafplaats Zorgvlied.

## Filmografie
- Een Turk uit Italië (1992) - Paul
- Richting Engeland (1993)
- Bureau Kruislaan televisieserie - Eddie Nagel (afl. De harmonie van het toeval, 1993)
- Hartverscheurend (1993) - Maarten
- Toen Kooymans met vakantie was (televisiefilm, 1994) - Frank
- Pleidooi televisieserie - Te Riele, crimineel (afl. Oslo, 1994)
- Flodder televisieserie - politieagent Jan (afl. Kees verliefd, 1994)
- Tralievader (televisiefilm, 1995) - tv-monteur
- De buurtsuper televisieserie - Don (alle afl., 1995)
- Coverstory televisieserie - Michel (episode 2.7, 1995)
- Voor hete vuren televisieserie - rol onbekend (afl. Bakboordbrand, 1995)
- De schaduwlopers (1995) - jaloerse man
- Mykosh (1995) - Pieter van de Berg
- JuJu (1996) - Alex
- Red Rain (1996) - Tony
- Westzijde Posse televisieserie - Esteban (afl. onbekend, 1996)
- Goede daden bij daglicht: Site by Site (televisiefilm, 1996) - Zwitser
- Mijn moeder heeft ook een pistool (1996) - Kaj
- Breaking the Waves (1996) - Pim
- De Nieuwe Moeder (1996) - vrachtwagenchauffeur
- Baantjer televisieserie - Badjar (afl. De Cock en de moord op de vader, 1996)
- De zeemeerman (1996) - uitsmijter
- Gitanes (1997) - Jean
- Windkracht 10 televisieserie - Harry (afl. Vriend in nood, 1997)
- Rondootje (1997) - Ricardo
- 12 steden, 13 ongelukken televisieserie - Rocky (afl. Poldergeest (Westerwolde), 1997)
- De fiets (1997) - fietsenmaker
- Arends (televisiefilm, 1997) - Hans, collega
- All Stars (1997) - vriend Sas
- De verstekeling (1997) - collega zeeman
- I See You (1998) - Denis
- Celluloid blues (1998) - John
- Unit 13 televisieserie - Bram Teeuwen (afl. Afscheid, 1998)
- Ivoren wachters (1998) - Frits Schotel de Bie
- Blindganger televisiefilm (1998) - cafébezoeker
- De Poolse bruid (1998) - Zoon
- Combat televisieserie - Van den Bergh (afl. Verdacht, 1998)
- Vicious Circle (televisiefilm, 1999) - Krol
- in de clinch (televisieserie, 1998)
- Missink Link (1999) - Adam
- Maten (televisiefilm, 1999) - Rob
- Baantjer televisieserie - Albert Kruik (afl. De Cock en de moord met illusie, 1999)
- Total Loss (2000) - Duco van Poelgeest
- Russen televisieserie - Frits (afl. Carte Blanche, 2000)
- Wildschut & De Vries televisieserie - Wennekers (2000)
- Hundred Percent (2000) - rol onbekend
- De belager (televisiefilm, 2000) - advocaat
- De zwarte meteoor (2000) - Jaap Stegehuis
- Necrocam (2001) - Sander
- Trauma 24/7 televisieserie - Robert van de Wetering (2002)
- De Enclave (televisiefilm, 2002) - Lex
- Spangen televisieserie - Johan Laurens (afl. Boete, 2002)
- Russen televisieserie - Harm Vuijk (afl. Satan huilt, 2002)
- Pietje Bell (2002) - Jan Lampe, vader Sproet
- Boy meets Girl Stories #18 Het Hart (serie filmgedichten, 2003)
- Brush with Fate (televisiefilm, 2003) - Stijn
- Pietje Bell 2: De Jacht op de Tsarenkroon (2003) - Jan Lampe
- De Kroon (miniserie, 2004) - Prins Willem-Alexander
- Karin (korte film, 2004) - Berend
- Grijpstra & De Gier televisieserie - det. Rinus de Gier (36 afl. 2004-2006)
- Doornroosje (korte film, 2005) - Vader
- Gloed (korte film, 2006) - Jager
- Schimmen (pilot televisieserie, 2006)
- Highland Gardens (televisiefilm, 2007) - Frank

## Toneel
- 1990 - Mozart & Salieri
- 1992 - Leger
- 1992 - Gered
- 1993 - Oberoesterreich
- 1993 - Aaron
- 1993 - Othello
- 1994 - Comedie
- 1994 - Kot
- 1995 - Garon Presley
- 1996 - Dunschillertjesgeluk
- 1997 - Psychonaut
- 1998 - Trainspotting
- 2000 - Petomaan, necrofiel, trompettist
- 2002 - Anti-gone
- 2002 - Far away
- 2004 - Demonen
- 2006 - Bob, Bob, Bob en Bob
- 2006 - Closer

- Gemeinsame Normdatei: 1061293157
- International Standard Name Identifier: 0000 0001 3278 2607
- Nederlandse Thesaurus van Auteursnamen: 202017281
- Virtual International Authority File: 3566149198293074940004